# José Elías Pascual
José Elías Pascual (Les Coves de Vinromà, 1711) va ser un cantaire de Castelló de la Plana.

## Biografia
Va néixer l'any 1711 en les Coves de Vinromà. El 23 de desembre de 1727, quan tenia setze anys, va entrar com a contralt menor de l'església de Castelló amb un sou anual de 55 lliures. L’11 de maig de 1729 va abandonar el seu càrrec.